# Parque Necaxa
El Parque Necaxa fue un estadio de usos múltiples en la Ciudad de México. Estuvo ubicado en la Calzada de los Cuartos (hoy Obrero Mundial) y Río de la Piedad a un costado del también desaparecido Parque Delta. Construido para 15 000 personas sentadas, podía hospedar en partidos importantes hasta 23 000 aficionados de pie. Su cancha contaba con un sistema de drenaje proveniente de los Estados Unidos que evitaba encharcamientos y el pasto, era de calidad inglesa instalado por técnicos de aquel país[cita requerida]. La inauguración se llevó a cabo el 14 de septiembre de 1930 y fue el primero en albergar una eliminatoria mundialista en 1933 cuando México se enfrentó a Cuba por un boleto para Italia 1934.
Según las crónicas[cita requerida], tenía una cancha maravillosa, que se podía contar entre las mejores del mundo, la misma estaba circundada por una pista de 2 metros de ancho y se tenía una Casa club de dos pisos. En el piso inferior estaba ubicada una tienda que sobre todo vendía refrescos y tortas, además de un par de baños, uno para damas y otro para caballeros.
En la planta alta, estaban ubicados los vestidores para los jugadores, cuartos para equipos visitantes por si necesitaban pasar ahí la noche o descansar, un departamento médico, baños, salón de baile para los empleados de la Compañía de Luz, un restaurante y una sala de cinematógrafo.
Por lo que toca al campo, tenía 29 filas de gradas construidas en estructura tubular y madera fina, que rodeaban a la cancha, el diario “La Afición” menciona que contaba con una visibilidad perfecta desde las tribunas de sol o de sombra. Las localidades costaron aquel día en sombra $1.50 y en sol 35 centavos.
La inauguración del parque Necaxa se realizó contando con la presencia del entonces presidente de México, Pascual Ortiz Rubio, quien estuvo acompañado de su esposa Josefina Ortiz, el secretario particular de la presidencia, Coronel Eduardo Hernández Cházaro, y otras tantas personalidades.
La nota curiosa, se dio cuando primero se anunció que por motivos fuera de su control, el presidente no podría llegar, entonces, la comitiva presente dio por inaugurado el inmueble y empezó el partido y antes de la primera media hora del encuentro, llegó Ortiz Rubio.
El partido se suspendió unos momentos, el presidente dio la patada “inicial” ante el desconcierto de algunos y las risas de otros.
La jornada inaugural del parque constó de 2 juegos cuyas estadísticas fueron las siguientes.
Inauguración con asistencia del Presidente de la República Mexicana
Necaxa 5 Selección Nacional Mexicana 4; domingo 14 de septiembre de 1930; Calzada de los Cuartos, Bellavista, pueblo de la Piedad.
NECAXA
Ernesto Pauler; Tomás Lozano y José Sierra; Raúl González, Marcial Ortiz y Gumercindo “Sardina” López; Germán Díaz, José ”Pepe” Ruiz, Rivera, Patiño y Ricardo Gómez.
SELECCIÓN
Oscar Bonfiglio; Manuel Rosas y Francisco Gutiérrez Garza; Benjamín Amézcua, Alfredo ”Viejo” Sánchez y Felipe “Diente” Rosas; Hilario “Moco” López, Roberto Gayón, Dionisio “Nicho” Mejía, Juan “Trompito” Carreño y Gabriel “Nacha” Álvarez y Sergio 'El morro' Olvera.
ÁRBITRO: Sr. Enrique Gavaldá.
Para la siguiente temporada, las figuras del Necaxa eran los tapatíos Hilario López y Luis Pérez, que ayudaron al equipo a llegar a su primera final de Liga en contra del Atlante, perdiendo 3-2.
El año siguiente 1932-33, Necaxa cobraría la venganza venciéndolos por un escandaloso 9-0; la alineación de aquel Necaxa fue: José Ruiz, Roberto Jardón, Luis "Pichojos" Pérez, Alberto Carranza, Alfredo Crowle, Lonergan, Marures, Concepción Pérez, Garfias, Raúl Chávez y el peruano Julio Lores.
- Datos: Q2054015